# Сагайдачного, 20/2
Сади́ба Фе́дора Коро́бки — кам'яниця XIX сторіччя, розташована на розі вулиць Борисоглібської і Петра Сагайдачного, 20/2, що на Подолі у Києві.
За визначенням дослідників, будинок — приклад київських особняків доби класицизму, пам'ятка історичної забудови Подолу.
Постановою Кабінету Міністрів України № 929 від 10 жовтня 2012 року кам'яницю внесли до Державного реєстру нерухомих пам'яток України (охоронний номер 260065-Н).

## Історія кам'яниці

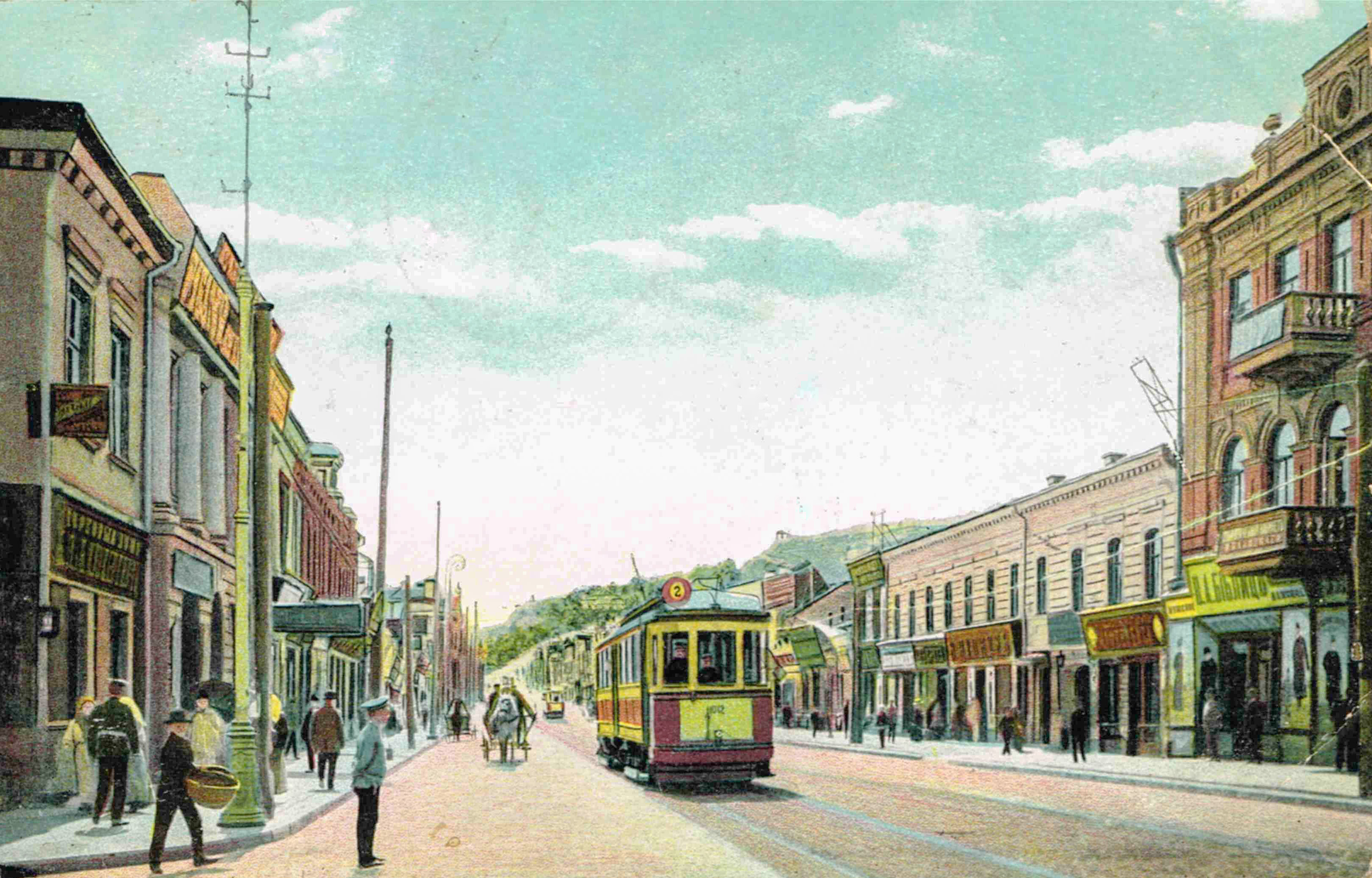
Будинок № 20/2 (ліворуч), будинок № 37 (праворуч)

Дві ділянки, які згодом об'єднали, належали титулярному радникові М. Бакланову і С. Гудимі. Їх забудували одразу після подільської пожежі 1811 року.
Згодом наріжну садибу придбав Федір Коробка (близько 1787—1867), цехмейстер київських ювелірів, майстер золотих і срібних справ, член Київського магістрату та почесний громадянин міста. У 1830-х роках він звів кам'яницю за проєктом архітектора Людвіка Станзані. У подвір'ї збудували також цегляний флігель і льохи.
1844 року Федір Коробка передав в оренду Київській цивільній палаті верхній поверх кам'яниці. Близько 1852 року власник продав садибу київській поштовій конторі, яку відкрили на Подолі.
1880 року кам'яницю капітально реконструювали.
Близько 1922 року радянська влада націоналізувала будівлю.
На першому поверсі розмістили крамниці. Перший і другий поверхи займав Подільський військовий комісаріат.

## Боротьба за врятування пам'ятки

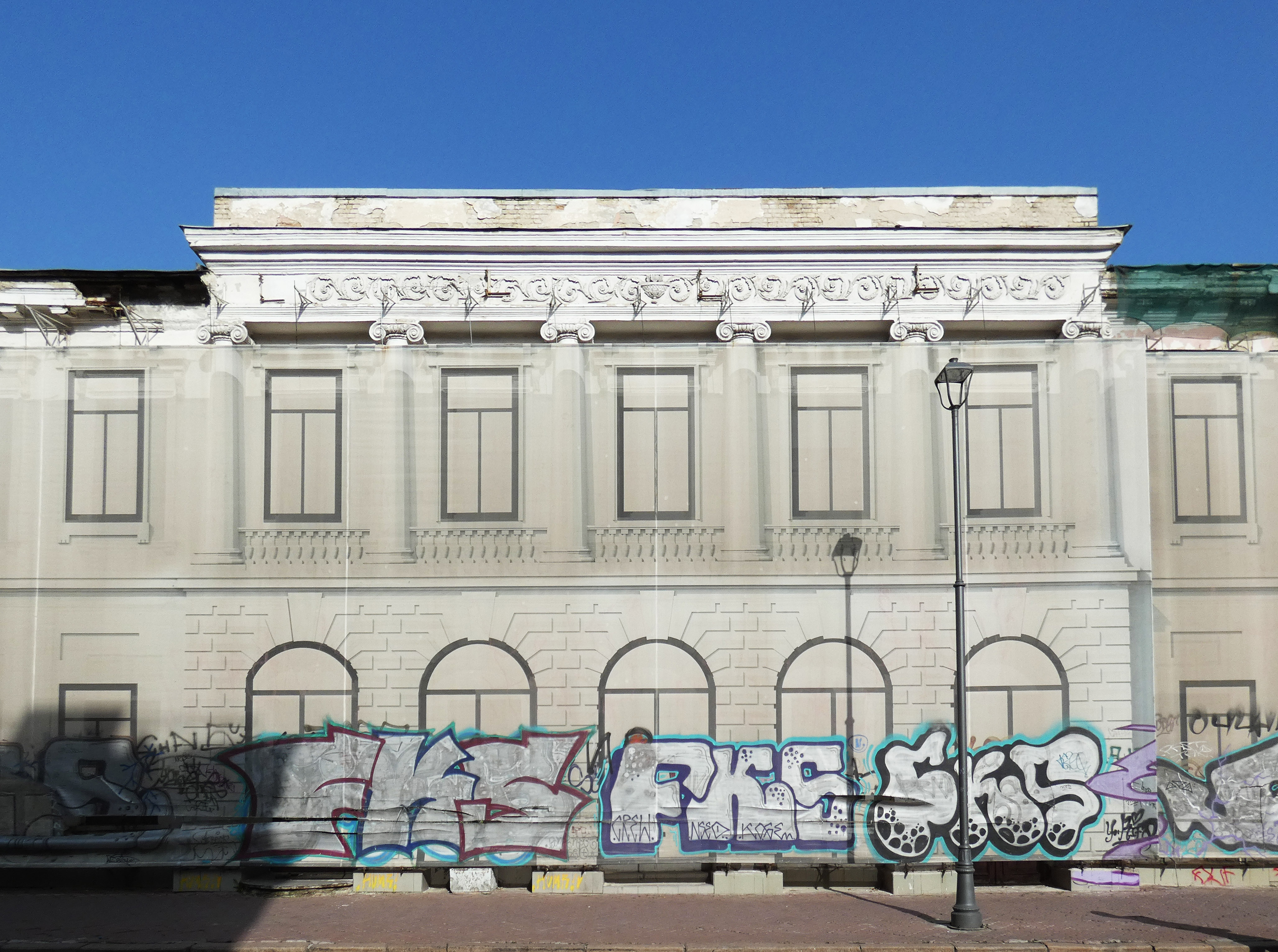
Завішена банером будівля поступово занедбується

2005 року луганська фірма «Аквадон» отримала дозвіл на реконструкцію будівлі, яка належала територіальній громаді. 2009 року Київська міська рада передала будинок цьому підприємству у приватну власність.
2012 року кам'яниці надали статус пам'ятки національного значення. Фірма уклала охоронний договір з Управлінням охорони культурної спадщини і зобов'язалася провести відновлювальні роботи.
Однак протягом тривалого часу власник так і не розпочав реконструкцію кам'яниці. Лише завісив її банером. Окрім того, київська прокуратура виявила порушення процедури приватизації споруди і пам'яткоохоронного законодавства. 2014 року до господарського суду надійшов позов щодо визнання недійсним відповідного рішення міськради. Після розгляду справи у судових інстанціях Київський апеляційний господарський суд не задовольнив клопотання прокурора.
Зрештою, 13 червня 2018 року Верховний Суд ухвалив рішення щодо повернення пам'ятки київській громаді
Станом на 2022 рік, кам'яниця перебуває в занедбаному стані.

## Архітектура

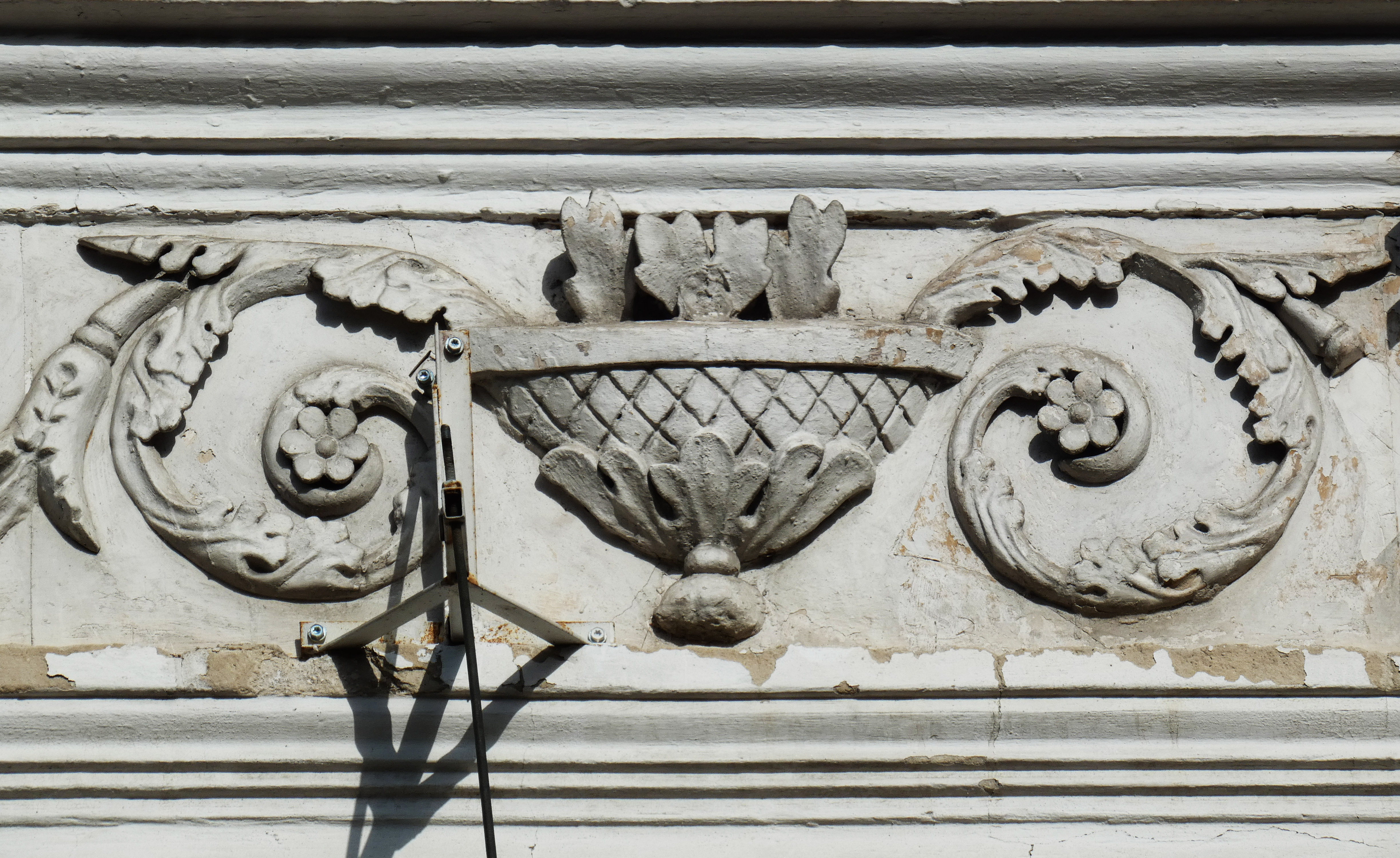
Декор

Двоповерхова, цегляна, потинькована кам'яниця має напіввальмовий дах, бляшане покриття і пласкі дерев'яні перекриття.
Чоловий фасад виконаний за типовим (зразковим) проєктом. Архітектура будинку вирішена у стилі класицизму.
Центральна вісь виділена ризалітом-портиком іонічного ордера. Високий цоколь оздоблено рустом. На ньому — колони з антаблементом. На першому поверсі — аркада з віконними прорізами, які прикрашені замковими каменями. Прямокутні вікна другого поверху оздоблені сандриками на кронштейнах, простими лиштвами та балюстрадою.
Фриз декорований ліпленим рослинним орнаментом.
Оформлення бічних і тильного фасадів просте. Маскарони на чоловому фасаді втрачені.